# Międzynarodowa Federacja Dziennikarzy
Międzynarodowa Federacja Dziennikarzy (IFJ) – największa na świecie organizacja stowarzyszeń dziennikarskich. Jej celem jest ochrona i wzmocnienie praw dziennikarzy oraz wolności prasy, zajmuje się również sprawami sprawiedliwości społecznej, praw pracujących, globalizacji, demokracji, praw człowieka oraz zwalczaniem biedy i korupcji.
Po raz pierwszy stworzona w 1926 Paryżu, organizacja została ponownie założona dwukrotnie: w 1946 i 1952 r. Dziś IFJ zrzesza około 600 000 członków w ponad 100 państwach. Siedziba główna znajduje się w stolicy Belgii, Brukseli. Językami oficjalnymi są angielski, francuski i hiszpański.

## Monitorowanie przypadków zabicia dziennikarzy
Od 1990 IFJ corocznie publikuje raport dokumentujący przypadki zabicia dziennikarzy oraz członków ich ekip. Informacje te wykorzystywane są w kampaniach dla poprawy bezpieczeństwa członków tego zawodu, zwłaszcza miejscowych i niezależnych, którym brak środków, by móc się uchronić na obszarach pogrążonych w konfliktach. Raporty dostępne są w internecie, na stronie Federacji.

## Fundusz bezpieczeństwa dziennikarzy
Fundusz bezpieczeństwa dziennikarzy IFJ został stworzony w styczniu 1992 roku i stał się rozpoznawany jako niezwykle ważne źródło wsparcia dla reporterów znajdujących się pod zagrożeniem. Jest to jedyny międzynarodowy fundusz pomocy dziennikarzom przez nich samych stworzony.
Fundusz bezpieczeństwa jest integralną częścią programu bezpieczeństwa IFJ, na który składają się również protesty, kampanie medialne, zapewnianie informacji oraz tworzenie wszelkiego rodzaju publikacji. Fundusz zapewnia pomoc doraźną, natomiast Program przez cały rok stara się poprawić dolę dziennikarzy.

## Międzynarodowy Instytut Bezpieczeństwa Wiadomości
Na wniosek IFJ i we współpracy z Międzynarodowym Instytutem Prasy oraz ponad setką innych organizacji, wśród których znalazły się zrzeszenia reporterów, grupy zajmujące się wolnością prasy, międzynarodowe media i narodowe organizacje dziennikarzy na początku 2003 roku utworzono nową, ogólnoświatową sieć chroniącą media – Międzynarodowy Instytut Bezpieczeństwa Wiadomości. Instytut, powołany do życia w światowym dniu wolności prasy, ma na celu ochronę dziennikarzy wraz z członkami ich ekip oraz walkę z wszelkimi formami prześladowania reporterów. Promuje również standardy czyniące dziennikarstwo bezpieczniejszym i bardziej profesjonalnym.

## Inicjatywa etycznego dziennikarstwa
W 2008 roku IFJ uruchomiło Inicjatywę etycznego dziennikarstwa, ogólnoświatową kampanię mającą na celu ochronę standardów i zwiększenie świadomości wagi wysokiej jakości dziennikarstwa. Do jej celów należą m.in. zwalczanie rasizmu i przejawów dyskryminacji, ochrona niezależności i wolności mediów, a także promowanie wartości demokratycznych i różnorodności.

## Wydalenie i ponowne przyjęcie dziennikarzy izraelskich
W czerwcu 2009 roku IFJ usunęło 800 członków Krajowego Związku Dziennikarzy Izraelskich ze względu na nieopłacanie przez nich składek. Pojawiły się zarzuty pod adresem ówczesnego sekretarza generalnego Aidana White'a, że wydarzenie to było motywowane politycznie, czemu IFJ zdecydowanie zaprzeczała. Przedstawiciel izraelskiego związku twierdził, że tarcia między dziennikarzami z Izraela, a Federacją rozpoczęły się podczas II wojny libańskiej, gdy Siły Obronne Izraela wysadziły kilka obiektów należących do Al-Manar, telewizji Hezbollahu. Międzynarodowa Federacja Dziennikarzy potępiła atak, twierdząc, że "powoduje on zagrożenie życia pracowników mediów, narusza prawo międzynarodowe i zachęca do użycia przemocy w celu stłamszenia dysydenckich mediów." IFJ nie potępił natomiast działań, w wyniku których ranni zostali dziennikarze izraelscy. Zarówno Izrael jak i Unia Europejska uznają Al-Manar za tubę propagandową Hezbollahu i zakazały odbioru ich transmisji.
Doniesiono również, że IFJ opublikowało raport krytykujący politykę Izraela wobec zagranicznych dziennikarzy podczas Operacji Płynny Ołów i skarciło kraj za udział w konflikcie. Według Haima Shibiego raport nt. Gazy został wykonany bez zasięgnięcia jakichkolwiek izraelskich źródeł i wierzy on, że decyzja ta "odbija europejski zwyczaj, by przedstawiać Izrael jako agresora i wspierać świat arabski." Po spotkaniu w Tel Awiwie na początku listopada 2009 osiągnięto porozumienie między IFJ, a Krajowym Związkiem Dziennikarzy Izraelskich dotyczące zapłaty zaległych składek i przyszłej współpracy. 14 listopada izraelski związek został ponownie przyjęty do IFJ.
W lutym 2012 roku izraelski związek zagroził zerwaniem więzów z IFJ, twierdząc, że skupiano krytykę na Izraelu. IFJ wysłało list do sekretarza generalnego ONZ, Ban Ki-Moona, w którym Izrael podano jako jeden z sześciu krajów, gdzie dziennikarki "spotykają się z groźbami, politycznymi naciskami, przemocą, gwałtem i wykorzystywaniem albo ze względu na płeć, albo na wykonywaną przez nie pracę." Wśród wymienionych znalazły się też Filipiny, Somalia, Rosja, Nepal i Meksyk. We wszystkich z tych państw faktycznie doszło do zabójstw dziennikarek podczas pracy. Danny Zaken, przewodniczący stowarzyszenia dziennikarzy w Jerozolimie zażądał "odpowiedzi na oburzający, fałszywy dokument, w którym IFJ napisało na temat przemocy wobec dziennikarek w Izraelu." Zakan powiedział również, że przewodniczący IFJ wspominał o nieproporcjonalnie wysokiej przemocy wobec kobiet bez jakichkolwiek dowodów to potwierdzających. Przewodniczący IFJ odmawiał komentarza w tejże kwestii i odrzucał prośby o dowody na słuszność swojej tezy.